# هره باغ خیاط
هره باغ خیاط، روستایی از توابع بخش فیروزآباد شهرستان سلسله در استان لرستان ایران است. زبان مردم این روستا کردی به گویش لکی است.

## جمعیت
این روستا در دهستان فیروزآباد قرار دارد و بر اساس سرشماری مرکز آمار ایران در سال ۱۳۹۵ جمعیت آن ۱۲۰ نفر بوده که ۶۱ نفر مرد و ۵۹ نفر زن بوده اند. این در حالی است که جمعیت این روستا در مقایسه با سرشماری سال ۱۳۸۵ ، ۱۰۰ نفر کاهش داشته است، روستای هره باغ خیاط دارای ۳۷ خانوار می باشد.